# Evelin Dahm
 Evelin Dahm (* 1978 in Potsdam) ist eine deutsche Pop-Sängerin und eine Trainerin für Pferde und Reiter.

## Werdegang
Evelin Dahm wuchs mit Eltern und zwei Geschwistern in der Mark Brandenburg auf. Sie erhielt seit ihrem fünften Lebensjahr Ballett- und Reitunterricht.
Mit 13 Jahren wurde sie auf Grund ihrer Leistungen im Pferdesport zur Dressurkaderin berufen. Mit 15 wurde ihr vom Landesverband Berlin-Brandenburg ein Dressurpferd zur Verfügung gestellt, mit dem sie in den Leistungskader aufgenommen wurde. Sie trainierte unter renommierten Dressur-Trainern.
Mit 16 Jahren war sie eine der ersten D-Kader-Reiterinnen der Bundesrepublik Deutschland.
Mit 13 spielte sie auch eine Hauptrolle als Laura in dem letzten DEFA-Film Stein unter der Regie von Egon Günther.
Nach der Wende spielte Evelin Dahm 1993 an der Seite von Götz George dessen Tochter in dem Kino-Film von Peter Stripp, Ich und Christine. Es folgten weitere Schauspiel-Engagements.
Im Jahr 1993 nahm sie Gesangsunterricht an der Musikschule Potsdam. Nach dem Abitur studierte sie ab 1999 Geschichte und Kulturwissenschaft sowie ab 2000 Germanistik; ihr Studium schloss sie 2006 mit dem Magisterabschluss an der Freien Universität Berlin ab.
2002 erhielt Evelin Dahm einen Vertrag als Sängerin mit Favourite Records von Karl Völkel, der eine Langspiel-CD produzierte aber nicht veröffentlichte. Aus dieser CD wurde die erste Single ausgekoppelt; außerdem produzierte sie ab 2004 mehrere kleine Musikvideoclips.
Ab 2001 erhielt Evelin Dahm private Schauspielausbildung bei Jürgen Karl Klauß als Mentor und mit anderen, verschiedenen Dozenten.
Im Juli 2006 kam sie zur Jack White Productions AG, der mit ihr einen Dreijahresvertrag (Plattenvertrag) abschloss. Am 9. September 2006 war ihr erstes größeres TV-Debüt in der Hansi-Hinterseer-Show. Es schlossen sich weitere Auftritte (u. a. bei der José Carreras Gala 2006 und der UNESCO Gala in Köln) an. 2008 nahm sie zusammen mit dem ehemaligen Vorstandsvorsitzenden der Daimler-Benz AG, Edzard Reuter, eine Benefiz-CD auf.
Seit 2009 engagiert sie sich in verschiedenen Projekten als Sängerin und Musikerin, u. a. bei "LiebeAgadir".
Seit 2004 arbeitet Evelin Dahm als Trainerin für Pferde und Reiter.